# Коломієць Лада Володимирівна
Лада Володимирівна Коломієць (нар. 6 червня 1967, Київ) — український перекладознавець, перекладач, літературознавець, доктор філологічних наук, професор. Завідувач кафедри теорії та практики перекладу з англійської мови Інституту філології КНУ імені Тараса Шевченка, у 2019 році член Національної комісії зі стандартів державної мови.
Дочка поета Коломійця Володимира Родіоновича. Небога поета та краєзнавця Олега Князенка.
Є членом:
- спеціалізованої вченої ради з 26.001.11 у Київському національному університеті імені Тараса Шевченка,
- навчально-методичної комісії Інституту філології,
- редакційної колегії періодичного наукового збірника «Мовні і концептуальні картини світу».

## Освіта і наукові звання
- 1989 — закінчила Київський національний університет імені Тараса Шевченка, філологічний факультет.
- 1992 — отримала ступінь кандидата філологічних наук,
- 1996—1997 стажувалась у США за міжнародною освітньою програмою імені Фулбрайта,
- У 2006 захистила дисертацію на здобуття наукового ступеня доктора філологічних наук зі спеціальності 10.02.16 — перекладознавство «Еволюція напрямів в англо-українському поетичному перекладі кінця ХІХ — початку XXI століть».

## Кар'єра
- 1993—1995 — зав. відділом теорії та практики перекладу Інституту українознавства Київського університету.
- З 1998 працює на кафедрі теорії та практики перекладу з англійської мови Інституту філології Київського університету.
- З 2002 має вчене звання доцента.
- З 2007 — професора кафедри теорії та практики перекладу з англійської мови Інституту філології.
- З 2010 — на посаді завідувача цієї кафедри.

## Науково-педагогічна і міжнародна діяльність
Ініціювала й координувала створення Програми партнерства між Київським університетом та університетом Айови (США). 2000 викладала в університеті Айови лекційно-практичний курс «Література і політика в сучасній Україні». З 1998 — координатор програм співробітництва Київського університету з університетами США.
Підготувала п'ятьох кандидатів наук зі спеціальності 10.02.16 — перекладознавство. Має понад 90 наукових праць з проблем української літератури, теорії та практики худ. перекладу, у тому числі одноосібну монографію, 2 одноосібних навчальних посібники з грифом МОН України. Брала участь у більш ніж 50 Міжнародних наукових конференціях.
Викладає теоретичні й практичні курси: «Вступ до перекладознавства», «Теорія та практика перекладу», «Жанрові теорії перекладу», «Художній переклад», «Українська література в англомовних перекладах».

## Підручники
- Лада Коломієць (2004). Концептуально-методологічні засади українського поетичного перекладу: монографія. Київ: ВПЦ Київський університет. 522 стор. ISBN 966-594-459-2
- Лада Коломієць (2013). Український художній переклад та перекладачі 1920-30-х років. Київ: ВПЦ Київський університет. Нова Книга. 559 стор. ISBN 978-966-439-612-4[1]
  - (передрук) Лада Коломієць (2015). Лада Коломієць. Український художній переклад та перекладачі 1920-30-х років: матеріали до курсу “Історія перекладу” : навчальний посібник. — Вінниця, 2015. — 360 с. — ISBN 978-966-382-574-8.[2]